# Mats Grambusch

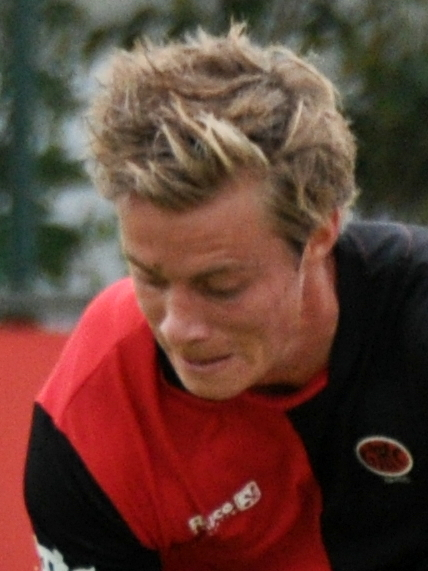
Mats Grambusch (2012)

Mats Grambusch (* 4. November 1992 in Mönchengladbach) ist ein deutscher Hockey-Nationalspieler, der 2013 und 2025 Europameister, 2016 Olympiadritter, 2023 Weltmeister und 2024 Olympiazweiter wurde. Zum Abschluss seiner Karriere wurde er 2025 Europameister in seiner Heimat Mönchengladbach. Zudem wurde er zum besten Spieler des Turniers gewählt.

## Leben
Mats Grambusch begann seine Karriere beim Gladbacher HTC. 2013 wechselte er zusammen mit seinem Bruder Tom zu Rot-Weiss Köln. 2015, 2016, 2021 und 2022 gewannen die Brüder den deutschen Meistertitel mit den Kölnern. Außerdem gewannen die Brüder 2017 die Euro Hockey League mit Rot-Weiß Köln.
2013 gewann Mats Grambusch sowohl mit dem deutschen Herrennationalteam Gold bei der Europameisterschaft in Belgien als auch Gold bei der U21-Weltmeisterschaft in Indien. Bei den Olympischen Spielen 2016 in Rio de Janeiro waren Mats und Tom Grambusch zusammen mit vier weiteren Spielern von Rot-Weiss Köln im deutschen Aufgebot vertreten. Die deutsche Mannschaft gewann die Bronzemedaille, wofür er mit dem Silbernen Lorbeerblatt geehrt wurde.
2018 belegte Grambusch mit der deutschen Mannschaft den zweiten Platz bei der Hallenweltmeisterschaft in Berlin und den fünften Platz bei der Weltmeisterschaft in Bhubaneswar. Bei den Olympischen Spielen in Tokio belegten die Deutschen den zweiten Platz in ihrer Vorrundengruppe. Nach ihrer Halbfinalniederlage gegen die Australier verloren die Deutschen das Spiel um den dritten Platz mit 4:5 gegen die indische Mannschaft. Bei der Weltmeisterschaft 2023 in Bhubaneswar wirkte Grambusch in allen sieben Spielen als Kapitän mit und erzielte fünf Tore. Im Finale gegen Belgien erzielte er den dritten Treffer. Nachdem es zum Ende 3:3 stand, siegte Deutschland im Shootout und wurde Weltmeister. Bei den Olympischen Spielen 2024 in Paris gewann die deutsche Mannschaft ihre Vorrundengruppe vor den Niederländern, die im direkten Vergleich mit 1:0 bezwungen wurden. Mit einem 3:2 gegen die Argentinier und einem 3:2 im Halbfinale gegen die Inder erreichten die Deutschen das Finale gegen die Niederländer. Nach der regulären Spielzeit stand es 1:1 und dann unterlagen die Deutschen im Shootout.
Seit seinem Debüt 2011 bestritt Mats Grambusch bislang 215 Länderspiele, davon vier in der Halle. Er erzielte 66 Länderspieltore, davon sieben in der Halle. (Stand 16. August 2024)
Neben Mats und Tom Grambusch spielt auch die Schwester Pia Grambusch bei Rot-Weiss Köln. Mats Grambusch studierte BWL in Köln.

## Belege
1. ↑  Deutscher Meister Herren verteidigen den Titel (Memento vom 5. August 2016 im Internet Archive) (abgerufen am 5. August 2016)
2. ↑  zehnmal Rot-Weiss Köln für Rio (abgerufen am 6. August 2016)
3. ↑  Der Bundespräsident: Verleihung des Silbernen Lorbeerblattes. In: bundespraesident.de. 1. November 2016, abgerufen am 8. Dezember 2016.
4. ↑  Weltmeisterschaft 2023 bei tms.fih.ch
5. ↑  Olympiaturnier 2024 bei Todor Krastevs Seite www.todor66.com
6. ↑  Übersicht über die deutschen Hockey-Nationalspieler

| Personendaten    | Personendaten           |
| ---------------- | ----------------------- |
| NAME             | Grambusch, Mats         |
| KURZBESCHREIBUNG | deutscher Hockeyspieler |
| GEBURTSDATUM     | 4. November 1992        |
| GEBURTSORT       | Mönchengladbach         |